# Ville Husso
Ville Juhani Husso (* 6. Februar 1995 in Helsinki) ist ein finnischer Eishockeytorwart, der seit Februar 2025 bei den Anaheim Ducks aus der National Hockey League (NHL) unter Vertrag steht und parallel für deren Farmteam, die San Diego Gulls, in der American Hockey League (AHL) zum Einsatz kommt. Zuvor verbrachte Husso sechs Jahre in der Organisation der St. Louis Blues sowie weitere knapp drei Spielzeiten bei den Detroit Red Wings.

## Karriere

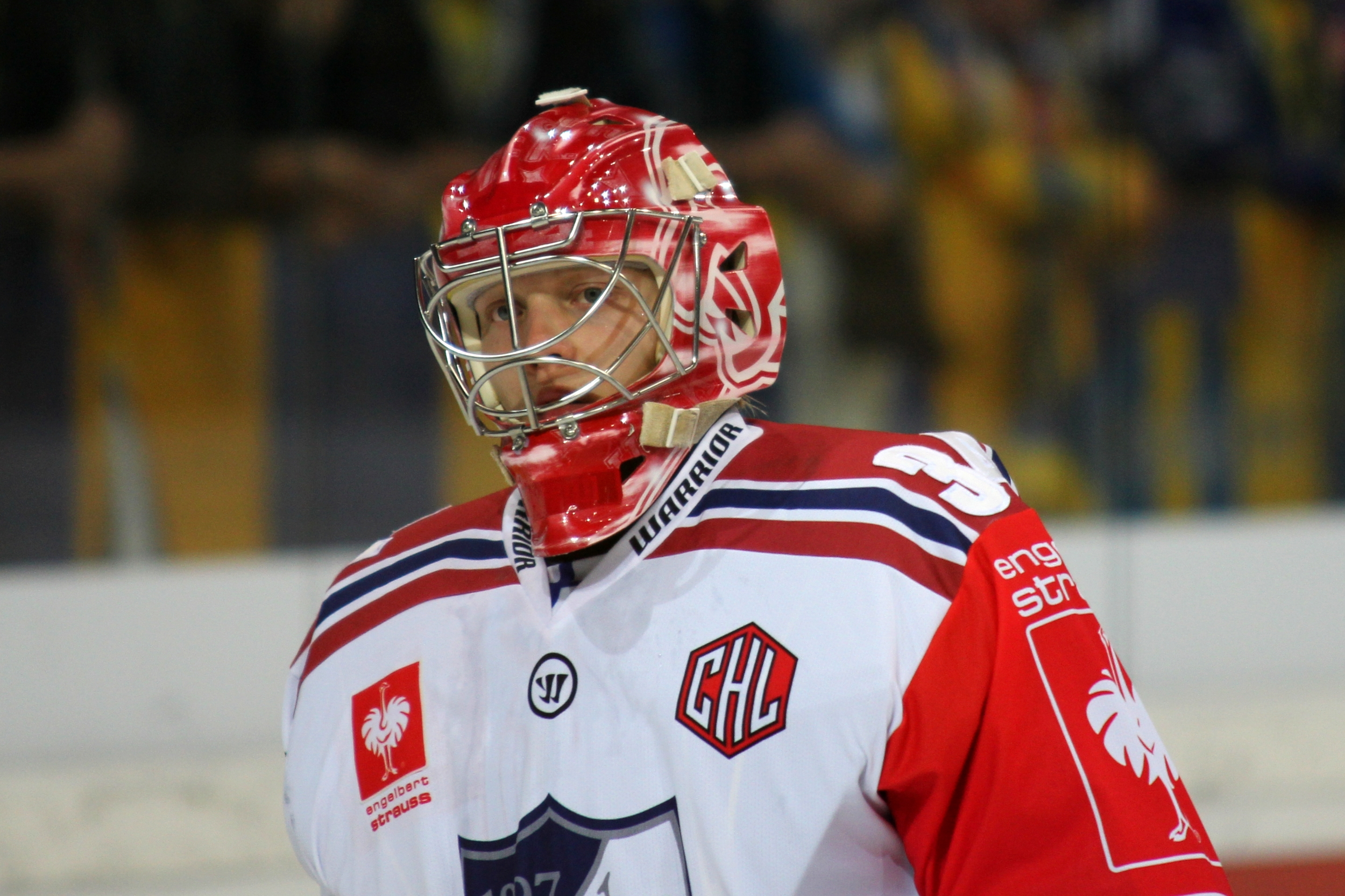
Husso im Trikot des Helsingfors IFK (2015)

Ville Husso begann seine Karriere beim Helsingfors IFK aus seiner Geburtsstadt Helsinki, bei dem er sämtliche Jugendmannschaften durchlief. Mit der A-Jugend-Mannschaft wurde er 2012 Finnischer Meister. Am 19. September 2013 debütierte er gegen Porin Ässät in der Liiga und entwickelte sich gleich zur festen Größe des Teams. Bis 2016 absolvierte er 121 Hauptrunden- und 20 Playoff-Spiele für den HIFK. In der Saison 2015/16 wurde er mit der besten Fangquote und dem geringsten Gegentorschnitt mit der Urpo-Ylönen-Trophäe als bester Torhüter ausgezeichnet und trug so maßgeblich zum Vizemeistertitel seines Klubs bei. Nachdem er bereits beim KHL Junior Draft 2012 von Metallurg Nowokusnezk in der fünften Runde als insgesamt 145. Spieler gezogen worden war, wählten ihn zwei Jahre später die St. Louis Blues beim NHL Entry Draft 2014 in der vierten Runde an insgesamt 94. Stelle aus.
Die Blues holten ihn 2016 nach Nordamerika und ordneten ihn ihrem Farmteam Chicago Wolves zu, für die er in der American Hockey League (AHL) spielte. Er wurde aber auch von den Missouri Mavericks aus der drittklassigen ECHL eingesetzt, die ebenfalls mit St. Louis kooperierten. Von 2017 an spielte der Finne für die San Antonio Rampage, das Farmteam der Blues, ebenfalls in der AHL. Im Januar 2021 stand der Finne erstmals in der National Hockey League (NHL) für St. Louis auf dem Eis. In der Saison 2021/22 teilte er sich die Einsatzzeit bereits mit dem etatmäßigen Stammtorhüter Jordan Binnington. Im Juli 2022 wurde Husso allerdings im Tausch für ein Drittrunden-Wahlrecht NHL Entry Draft 2022 an die Detroit Red Wings abgegeben, die ihn wenig später mit einem neuen Dreijahresvertrag ausstatteten. Dieser soll ihm ein durchschnittliches Jahresgehalt von 4,75 Millionen US-Dollar einbringen. Die in ihn gesetzten Erwartungen erfüllte der Finne ab der Spielzeit 2023/24 jedoch nur noch unzureichend und fand sich nach einer Saison als Stammtorwart der Red Wings vermehrt in der AHL bei den Grand Rapids Griffins wieder. Kurz vor dem Ende des Spieljahres 2024/25, als sich das Ende seines laufenden Vertrags näherte, wurde Husso im Februar 2025 gegen zukünftige Gegenleistungen (future considerations) an die Anaheim Ducks abgegeben.

### International
Ville Husso vertrat sein Heimatland im Juniorenbereich bei der U18-Junioren-Weltmeisterschaft 2013, als er ohne Einsatz die Bronzemedaille gewann, und den U20-Junioren-Weltmeisterschaften 2014, als er mit der finnischen U20-Auswahl Weltmeister wurde, und 2015.
Bei der Euro Hockey Tour 2015/16 debütierte Husso in der finnischen Nationalmannschaft der Herren. Seinen ersten Einsatz bei einem großen Turnier hatte er bei der Weltmeisterschaft 2018, als er in drei Spielen auf dem Eis stand.

## Erfolge und Auszeichnungen
- 2012 Finnischer A-Junioren-Meister mit dem Helsingfors IFK
- 2016 Finnischer Vizemeister mit dem Helsingfors IFK
- 2016 Urpo-Ylönen-Trophäe
- 2018 AHL All-Rookie Team

### International
- 2012 Silbermedaille beim Ivan Hlinka Memorial Tournament
- 2013 Bronzemedaille bei der U18-Junioren-Weltmeisterschaft
- 2014 Goldmedaille bei der U20-Junioren-Weltmeisterschaft

## Karrierestatistik
Stand: Ende der Saison 2024/25

### International
Vertrat Finnland bei:
| - Ivan Hlinka Memorial Tournament 2012 - U18-Junioren-Weltmeisterschaft 2013 - U20-Junioren-Weltmeisterschaft 2014 | - U20-Junioren-Weltmeisterschaft 2015 - Weltmeisterschaft 2018 |

(Legende zur Torhüterstatistik: GP oder Sp = Spiele insgesamt; W oder S = Siege; L oder N = Niederlagen; T oder U oder OT = Unentschieden oder Overtime- bzw. Shootout-Niederlage; Min. = Minuten; SOG oder SaT = Schüsse aufs Tor; GA oder GT = Gegentore; SO = Shutouts; GAA oder GTS = Gegentorschnitt; Sv% oder SVS% = Fangquote; EN = Empty Net Goal; 1 Play-downs/Relegation; Kursiv: Statistik nicht vollständig)